# Anopheles antunesi
Anopheles antunesi este o specie de țânțari din genul Anopheles, descrisă de Galvao și Amarai în anul 1940. Conform Catalogue of Life specia Anopheles antunesi nu are subspecii cunoscute.